# Andretti Autosport
Andretti Autosport is een Amerikaans raceteam dat deelneemt aan de IndyCar Series. Het team kreeg de naam in 2009, voorheen heette het Andretti Green Racing. Het werd in 1993 opgericht door Barry Green en Gerry Forsythe en had de naam Forsythe Green Racing. In 1994 verliet Forsythe het team en Barry Green bracht zijn broer Kim Green mee in het team. Zij veranderden de naam in Green Team. In 2001 koopt voormalig coureur Michael Andretti zich in, en nadat het team een tijd de naam Team Motorola droeg, kreeg het in 2002 de naam Andretti Green Racing.

## Champ Car
In 1995 won het team met rijder Jacques Villeneuve het Champ Car kampioenschap. Hij won dat jaar vier races en stond zes keer op poleposition. Het werd de enige keer dat het team het kampioenschap won. Canadees Paul Tracy reed tussen 1998 en 2002 voor het team, hij werd derde in de eindstand van het kampioenschap in 1999. Dario Franchitti reed vanaf 1998 bij het team en werd in 1999 tweede in de eindstand van het kampioenschap. Hij bleef bij het team wanneer deze verhuisde naar de IndyCar Series in 2003.
Kampioenschapstitels
- 1995  Jacques Villeneuve

## IndyCar Series
In 2003 maakte het team de overstap naar de IndyCar Series. Dario Franchitti, die al vijf jaar voor het team in de Champ Car series reed, volgde het team naar de nieuwe raceklasse. Hij bleef er rijden tot 2007. Dat laatste jaar won hij het kampioenschap. Het kampioenschap werd in 2004 gewonnen door de Braziliaan Tony Kanaan en een jaar later door de Brit Dan Wheldon. Zo won het team drie kampioenstitels met zijn coureurs op vijf jaar tijd. In 2007 kwam Danica Patrick voor het team tijden. Ze werd op het Twin Ring Motegi circuit in Japan de eerste vrouwelijke coureur die een IndyCar race won. De rijders die in 2009 voor het team reden waren Danica Patrick, Tony Kanaan, Marco Andretti en Hideki Mutoh, voor 2010 werd Mutoh vervangen door Ryan Hunter-Reay.
Kampioenschapstitels
- 2004  Tony Kanaan
- 2005  Dan Wheldon
- 2007  Dario Franchitti
- 2012  Ryan Hunter-Reay

## Indianapolis 500
Drie coureurs wonnen op Indianapolis voor het team. Jacques Villeneuve won de laatste keer dat deze race op de kalender van het Champ Car kampioenschap stond voordat het een jaar later naar de IndyCar Series kalender verhuisde. De Britten Dan Wheldon en Dario Franchitti wonnen de race respectievelijk in 2005 en 2007.
Indy 500 winnaars
| Jaar | Coureur            | Chassis       | Motor        | Banden      |
| ---- | ------------------ | ------------- | ------------ | ----------- |
| 1995 | Jacques Villeneuve | Reynard 95i   | Ford XB V8t  | G Goodyear  |
| 2005 | Dan Wheldon        | Dallara IR-05 | Honda HI5R   | F Firestone |
| 2007 | Dario Franchitti   | Dallara IR-05 | Honda HI7R   | F Firestone |
| 2014 | Ryan Hunter-Reay   | Dallara DW12  | Honda HI14TT | F Firestone |
| 2016 | Alexander Rossi    | Dallara DW12  | Honda HI16TT | F Firestone |
| 2017 | Takuma Sato        | Dallara DW12  | Honda HI17TT | F Firestone |

## Andere raceklassen

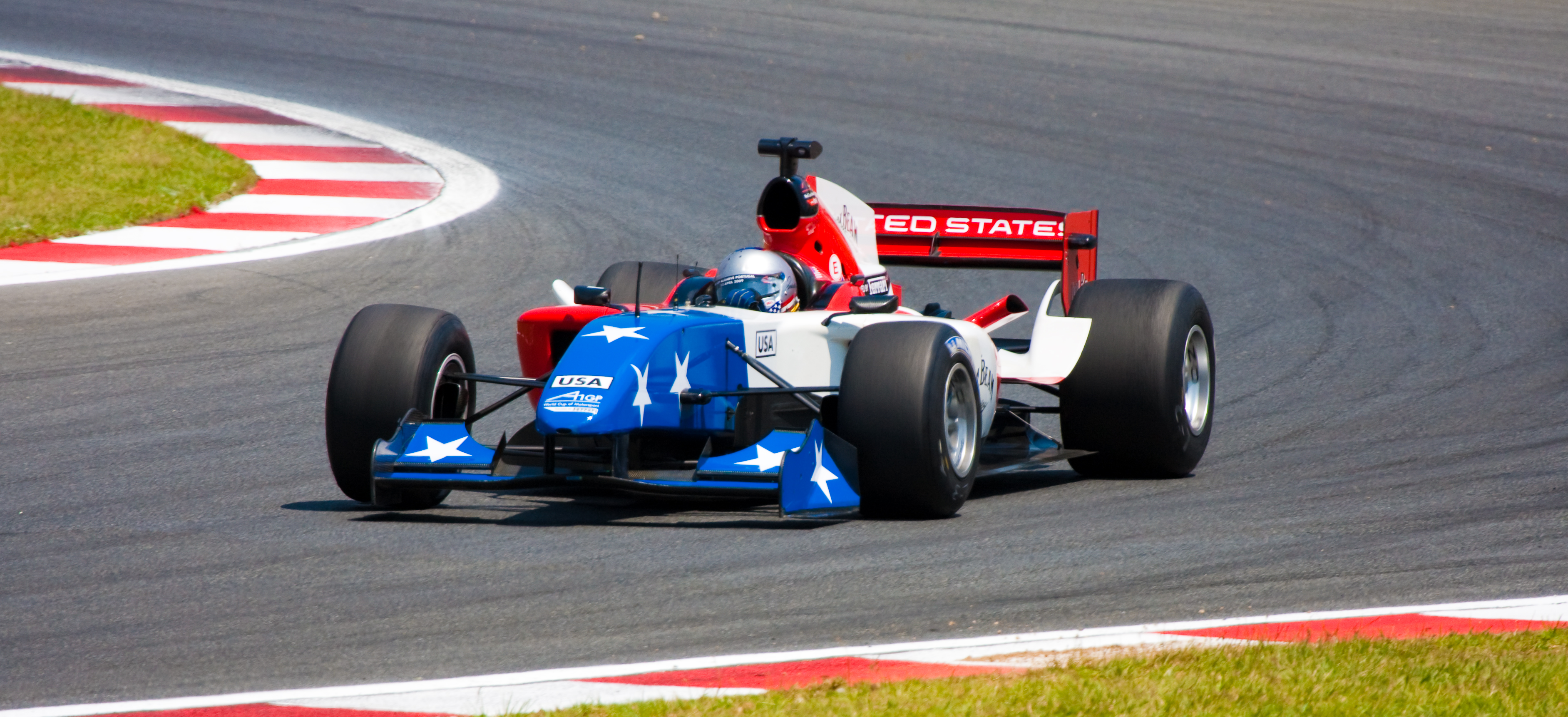
Marco Andretti voor A1 team USA, 2009.

Andretti Green Racing zet ook wagens in in andere raceklassen, waaronder de American Le Mans Series en de Indy Lights. In het seizoen 2008-2009 runde het team het Amerikaanse A1GP team. Vanaf het seizoen 2014-2015 neemt het team ook deel aan het elektrische kampioenschap Formule E.